# Паоло Монті
Паоло Монті (італ. Paolo Monti; 1908, Новара — 29 листопада 1982, Мілан) — італійський фотограф, якого вважали одним із найінтелектуальніших сучасних фотомитців Італії.
Спочатку Монті експериментував із абстракціонізмом та з ефектами «розмивання» та дифракції. 1953 року він став професійним фотографом. Здебільшого він фотографував архітектуру, а його роботи використовували для ілюстрування журналів та книг. З 1966 року він фіксував історичні центри італійських міст.
Паоло Монті помер 29 листопада 1982 року після нетривалої хвороби. Його поховали в Анцола-д'Оссола.

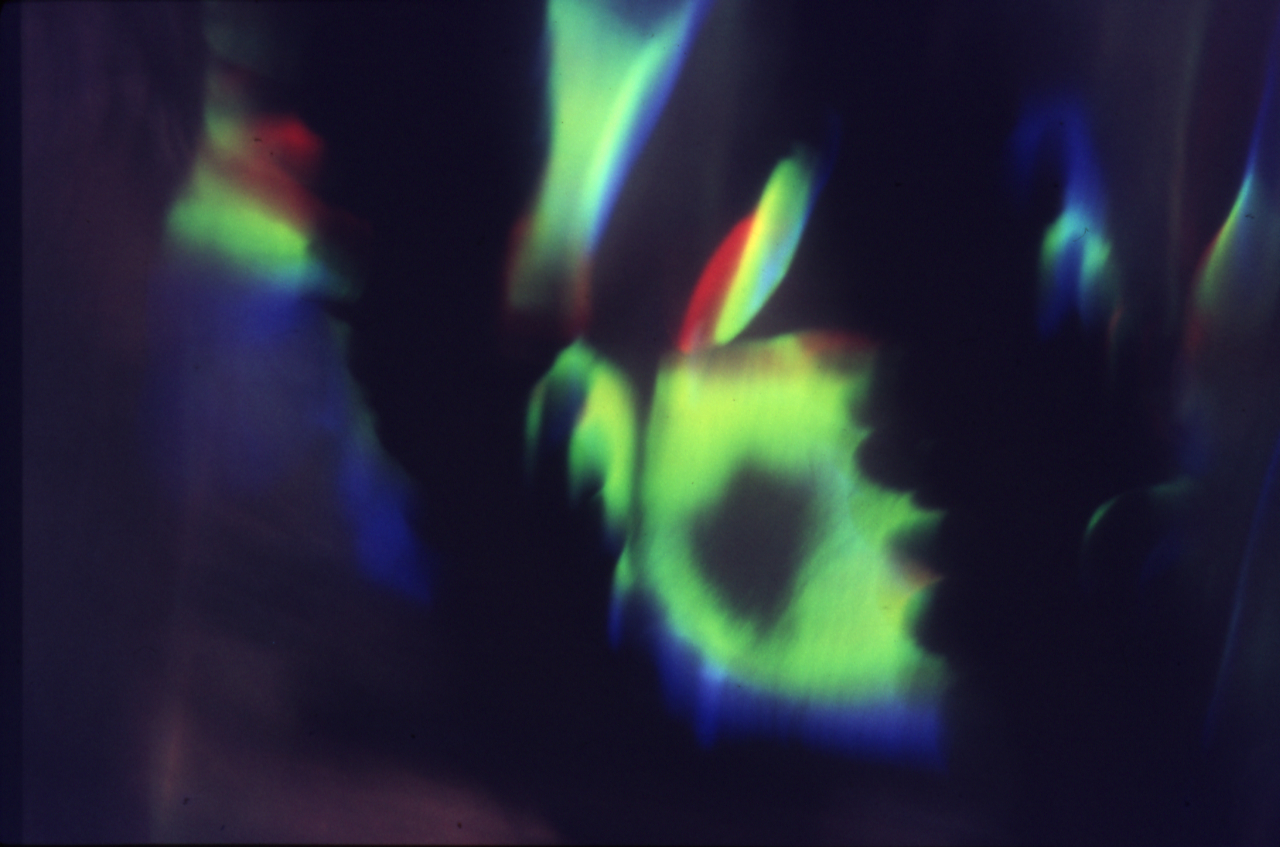
Абстракція
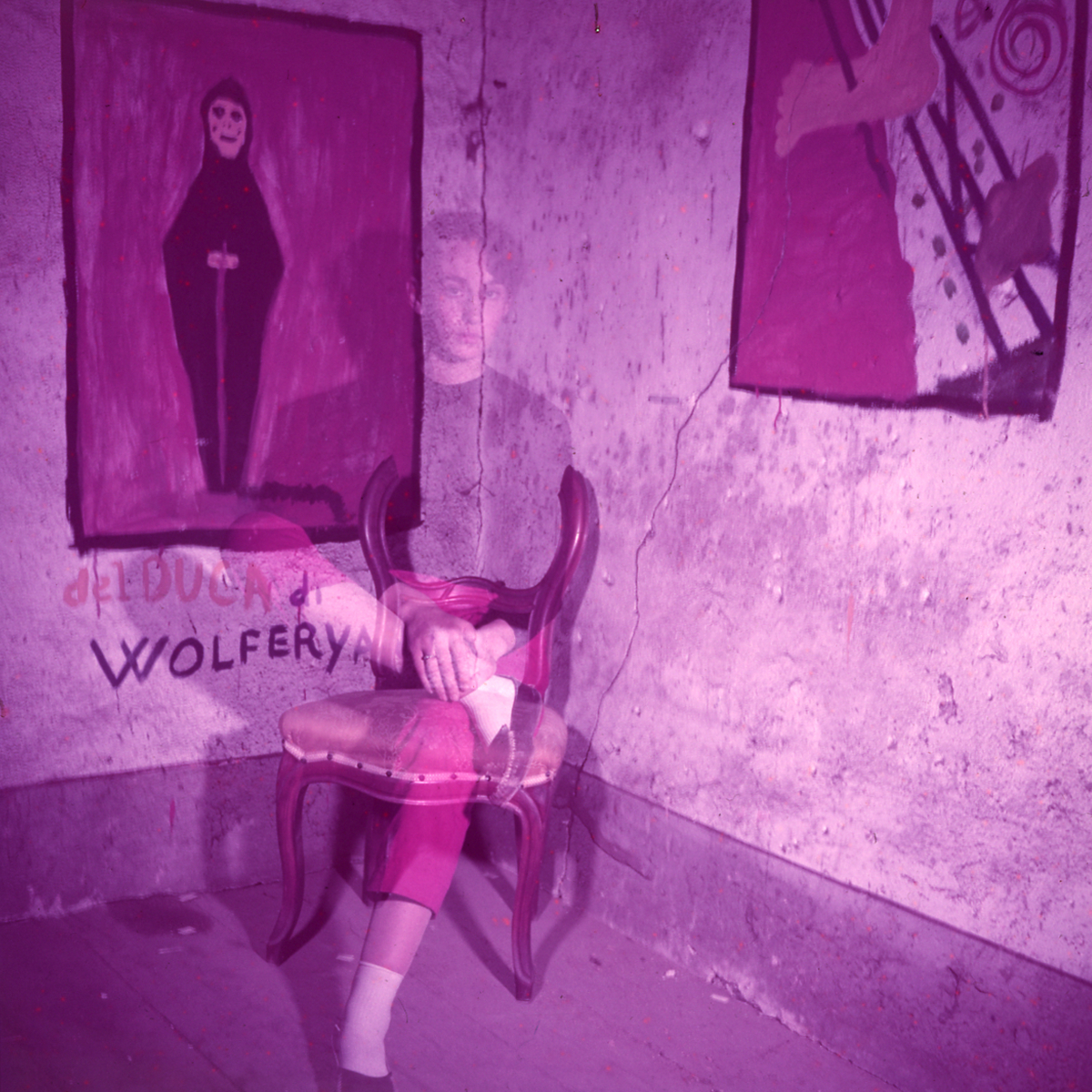
Анцола-д'Оссола, 1950
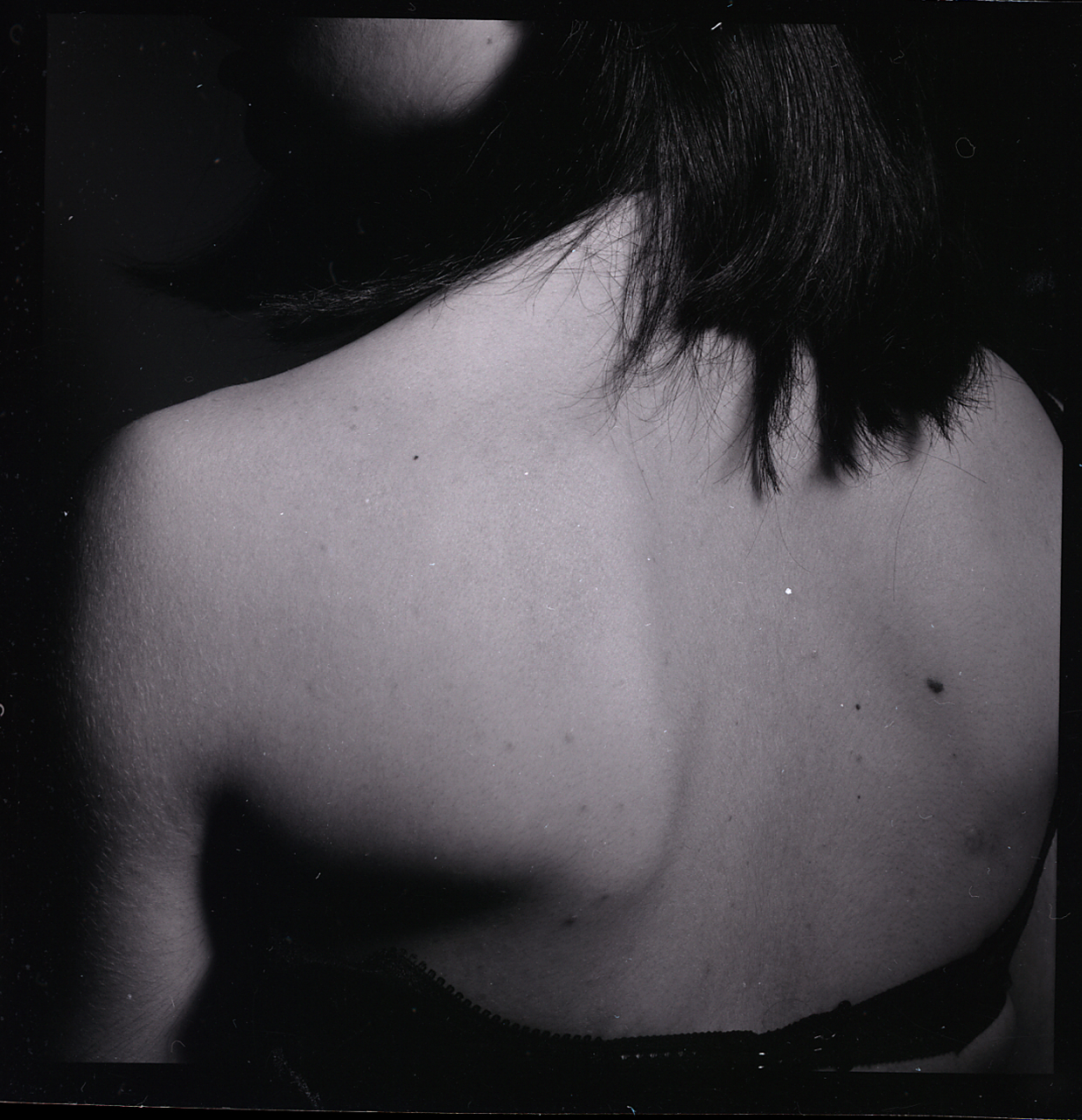
Італія, 1960
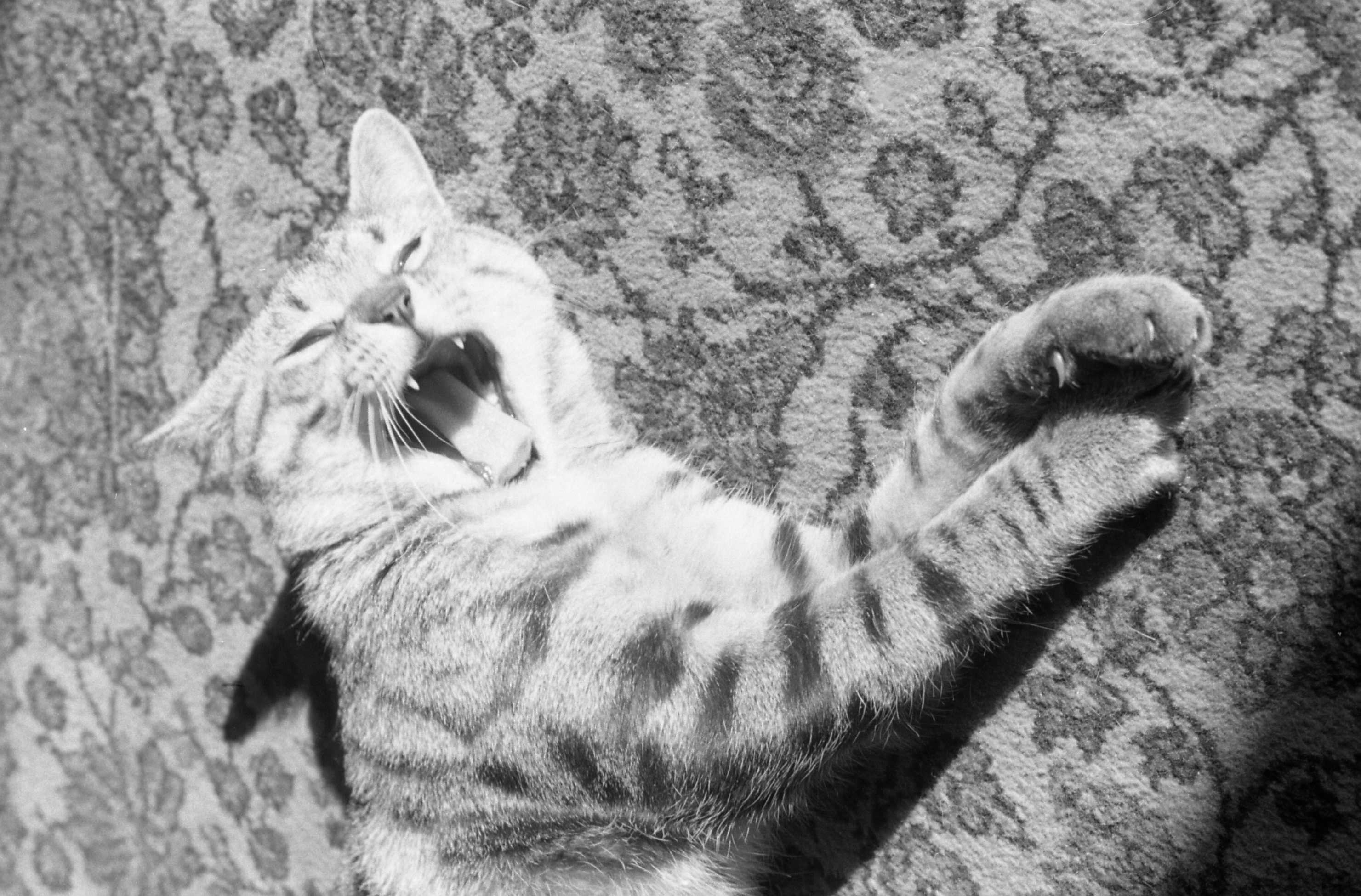
Мілан, 1962
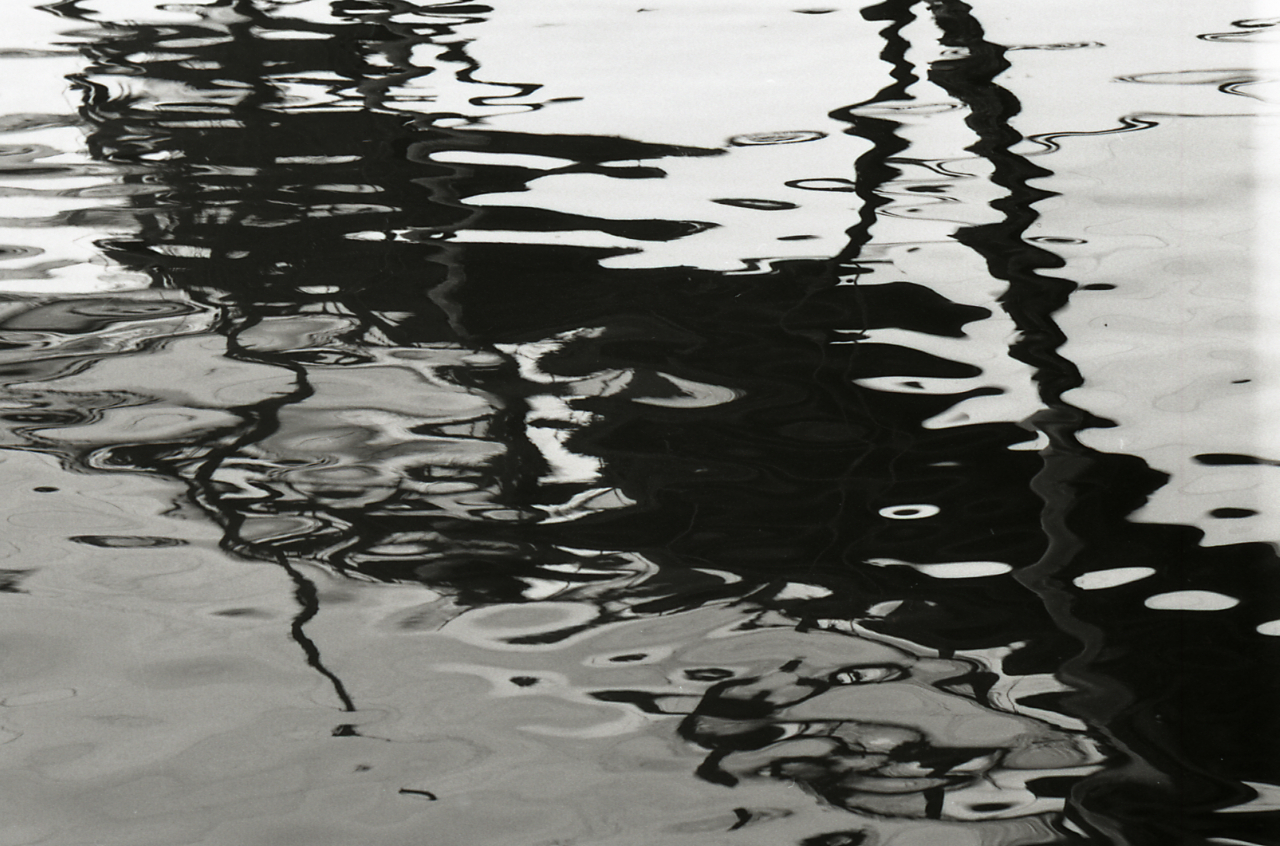
Анкона, 1969